# Боровая (Бобруйский район)
Борова́я (бел. Баравая) — деревня в составе Вишневского сельсовета Бобруйского района Могилёвской области Республики Беларусь.

## Географическое положение
Деревня Боровая находится в 19 км от югу от города Бобруйска Могилевской области на автомобильной дороге Бобруйск-Мозырь, в 10 км от станции Красный Брод на железнодорожной линии Бобруйск-Рабкор.

## Планировка населенного пункта
Планировка улиц Боровой сложилась вдоль автодороги Бобруйск-Мозырь, отрезок которой является главной улицей деревни. Две второразрядные улицы троссированы перпендикулярно к автомобильной дороге. Застройка деревянная, двухсторонняя, усадебного типа.

## Население
- 1897 год — 39 человек
- 1907 год — 50 человек
- 1926 год — 129 человек
- 1959 год — 109 человек
- 1986 год — 45 человек
- 1999 год — 21 человек
- 2010 год — 25 человек
- 2014 год — 11 человек

## История
Впервые упоминается в 1639 году в хозяйственный инвентарях Бобруйского староства как сельцо Боровое. В XVII—XVIII веках входило в состав Бобруйской волости Речицкого повета Минского воеводства Речи Посполитой.
В середине XIX в. — начале XX в. в деревне Боровая действовала почтовая станция.

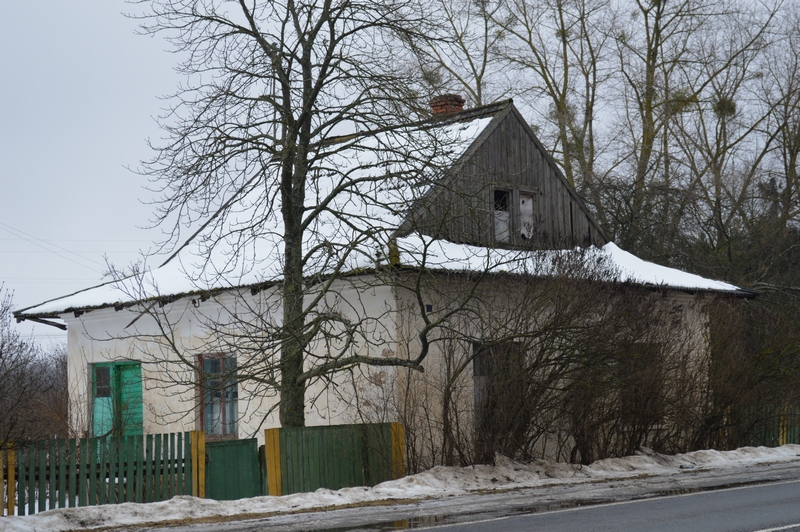
Комплекс зданий почтовой станции в деревне Боровая

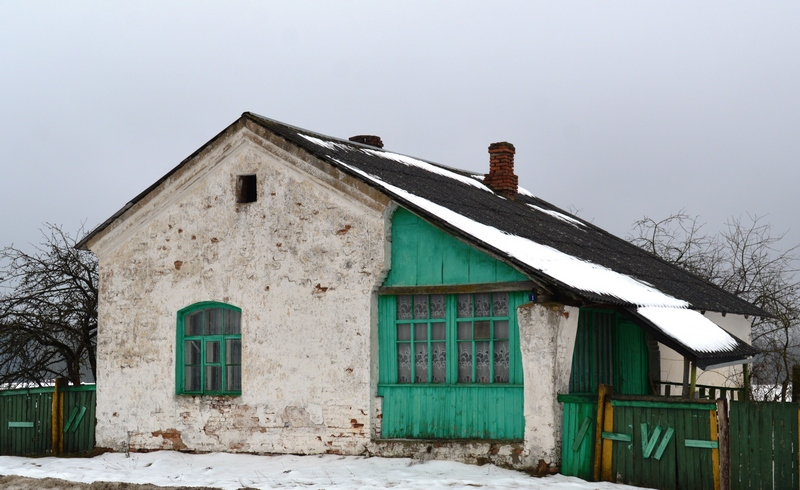
Комплекс зданий почтовой станции